# Elsa Laura von Wolzogen

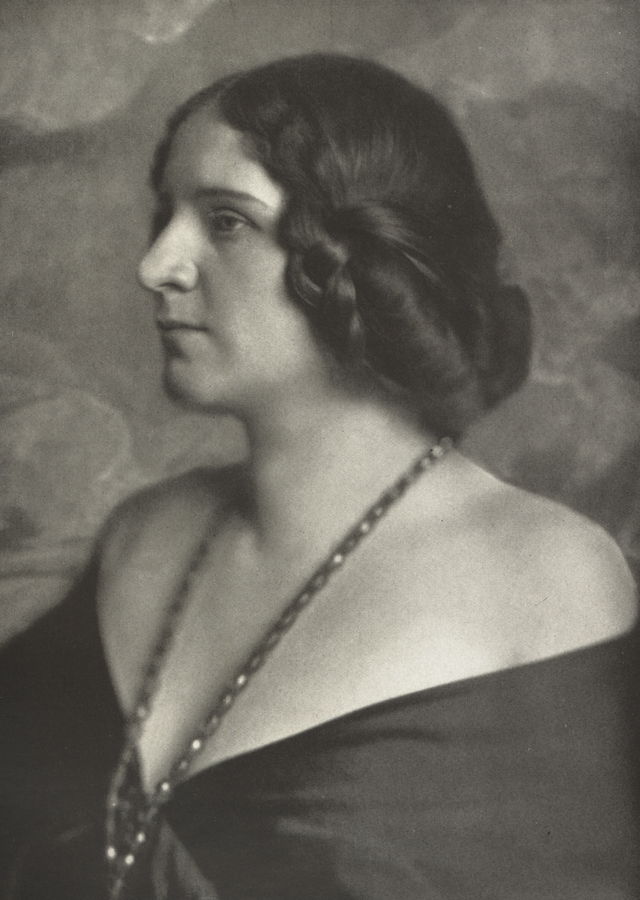
Elsa Laura von Wolzogen um 1912

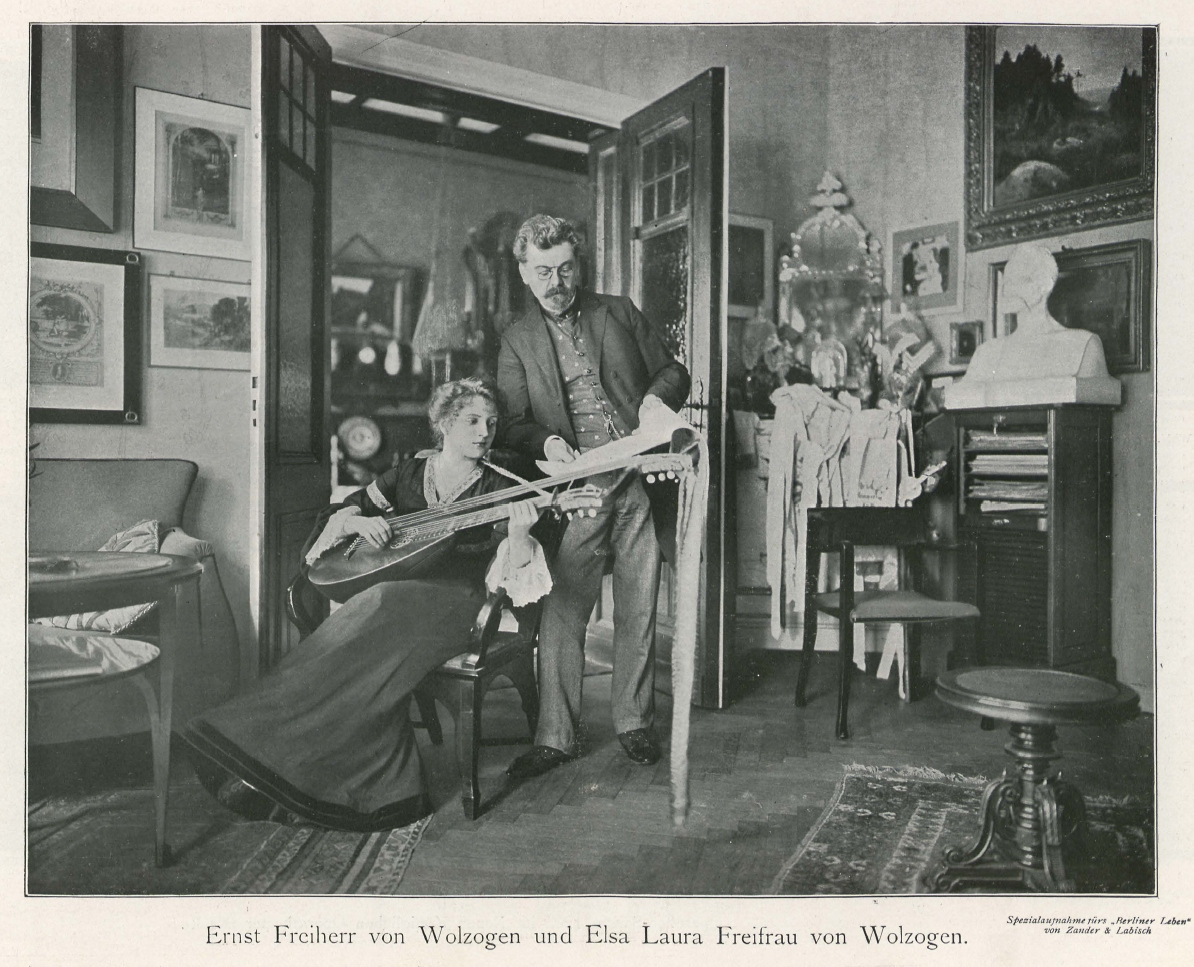
Elsa Laura von Wolzogen mit ihrem Mann in ihrer Berliner Wohnung

Elsa Laura von Wolzogen (* als Elsa Laura Auguste Caroline Seemann am 5. August 1876 in Dresden; † 25. April 1945 in Admont) war eine Lauten-Sängerin in Berlin, Liedsammlerin und Lauten-Komponistin.

## Leben
Sie war die Tochter des Dozenten Conrad Friedrich Justus Theodor Seemann und dessen Ehefrau Amalie Bertha Henriette Seemann geb. Daberkow. Ihre Eltern hatten eine Familienpension in Dresden, in der bekannte Künstler und Gelehrte wie Arthur Rubinstein abstiegen. Elsa Laura Seemann genoss eine Ausbildung als Sängerin und trat in Liederabenden auf, in denen sie sich zu Volksliedern und eigenen Liedern zur Laute begleitete. Sie war um die Jahrhundertwende und Anfang des 20. Jahrhunderts eine populäre Liedsängerin und veröffentlichte mehrere Sammlungen von Lautenliedern. Gefördert wurde sie dabei von ihrem späteren Ehemann Ernst Freiherr von Wolzogen, bekannt als Begründer des deutschen Kabaretts, den sie 1902 heiratete und mit dem sie in Berlin lebte.
Im Handbuch der Laute und Gitarre wird ihr Vortrag als „stilvoll und anmutig“ geschildert und die Satzweise als einfach und gefällig, „durch Inanspruchnahme des Aufsatzes auch wenig geschickten Spielern zugänglich“.
Ihr wird die deutsche Version des Liedes In Flandern reitet der Tod zugeschrieben, dessen Melodie auf einem „rheinischen Nonnentanzlied“ aus dem 15. Jahrhundert basiert. Sie trug nicht nur deutsche, sondern zum Beispiel auch französische und skandinavische Volkslieder vor.

## Schriften
- Ernst Ludwig und Elsa von Wolzogens eheliches Andichtbüchlein. Berlin 1903 (online – Internet Archive).
- Hundert deutsche Volkslieder, ausgewählt, bearbeitet und zur Laute gesungen von Elsa Laura von Wolzogen. 1908 (Digitalisat).
- Meine Laute und ich. Graz 1917.
- Rosmarin und Raute. Alte Lieder zur Laute. Hofmeister, Leipzig 1911, Neuauflage 1921.
- Zehn heitere Weislein. Hofmeister, 1912.
- Wilhelm Busch Lieder. Hofmeister.
- Meine Lieder zur Laute. Hofmeister, Leipzig ab 1910, 10 Hefte (Digitalisat).

## Tondokument
Auf einer Grammophonplatte der Marke Ultraphon ist ihre Stimme erhalten:
Kinder-Freud und -Leid, 1. Teil. Text und Musik von E. L. v. Wolzogen. Ultraphon A 876 (mx. 16268)

Kinder-Freud und -Leid, 2. Teil. Text und Musik von E. L. v. Wolzogen. Ultraphon A 876 (mx. 16269)

Elsa Laura von Wolzogen zur Laute. Sopran mit Lautenbegleitung. Aufgen. c. 1930.

Enthält a) Komm, lieber Mai und mache... - b) Weißt du, wieviel Sterne stehen - c) Schlaf, Kindchen, schlaf. Bearb. von E. L. v. Wolzogen.